# Howard Hobson
Howard Andrew Hobson, detto Hobby (Portland, 4 luglio 1903 – Portland, 9 giugno 1991), è stato un cestista, giocatore di baseball e allenatore di pallacanestro statunitense, membro del Naismith Memorial Basketball Hall of Fame dal 1965 in qualità di allenatore.

## Carriera
Vinse il Torneo di pallacanestro maschile NCAA Division I 1939, primo Campionato NCAA della storia, alla guida degli Oregon Ducks.
Nel biennio 1947-1948 fu presidente della National Association of Basketball Coaches.

## Palmarès
- Campione NCAA (1939)